# Bastuträsk, Bjurholms kommun
Bastuträsk är en by i Bjurholms kommun belägen cirka 50 kilometer nordväst om Umeå. Hörnån har sin källa i sjön Bastuträsk.
Fram till automatiseringen av telefonväxlarna i Sverige hade telestationen i Bastuträsk anrop Bastunäs.

## Kända personer
- Tomas Pleje, dirigent